# علم و فناوری در ایران

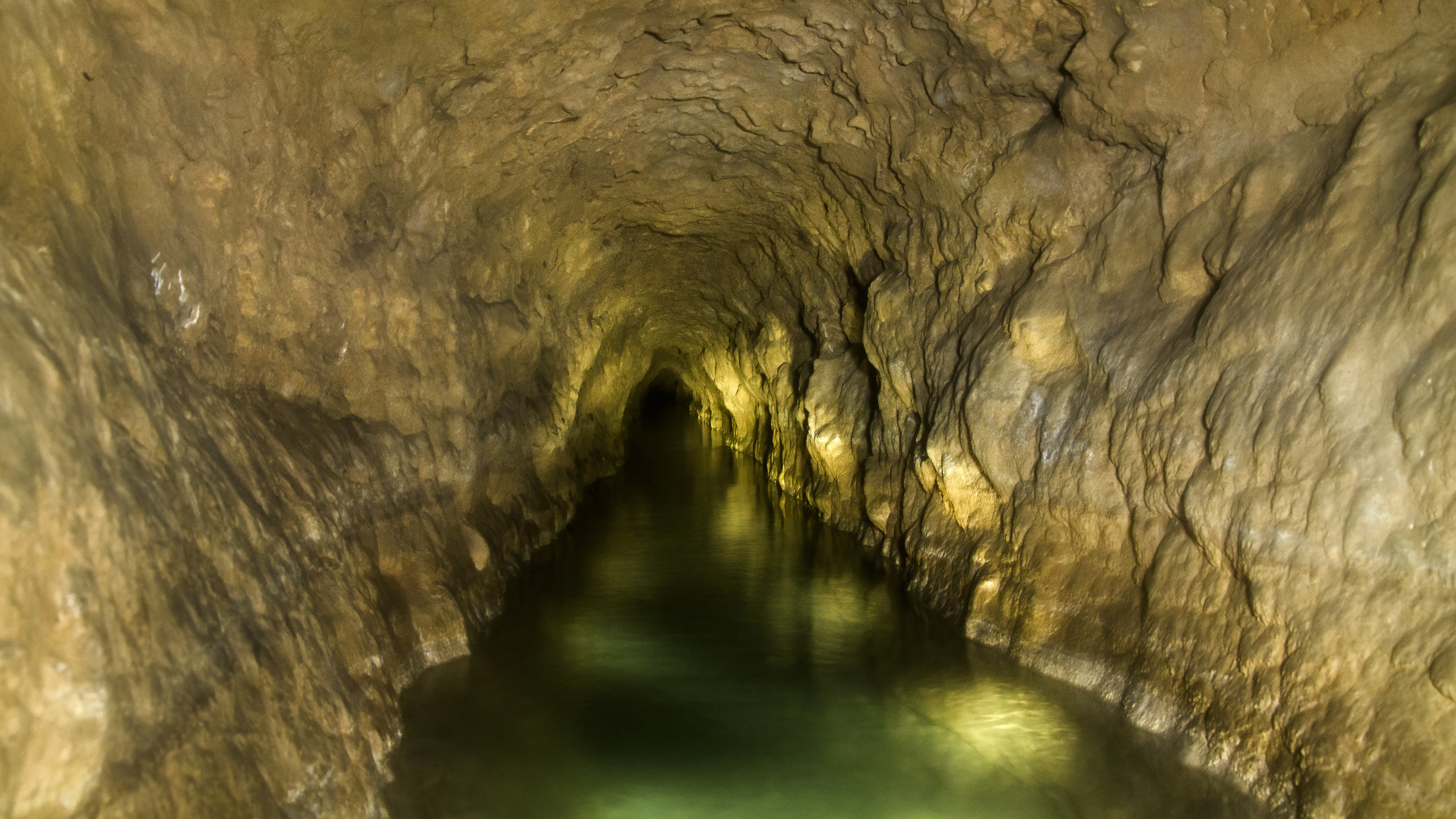
فناوری آبی قنات که به کشورهای دیگر نیز راه یافت.

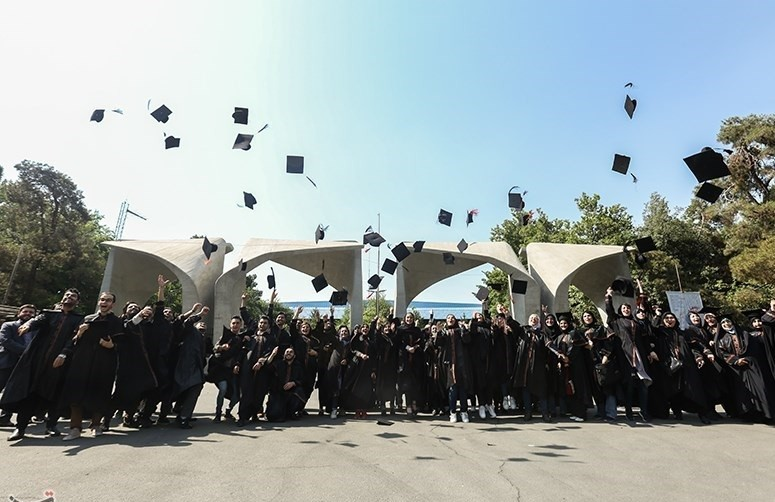
دانشگاه تهران از اثرگذارترین دانشگاه‌ها در دانش و فناوری ایران است.

علم و فناوری در ایران به‌صورت تاریخی نمود پیدا کرده است. در طول تاریخ، ایران پرورش‌دهندهٔ دانشمندان سرشناسی بوده است که برخی از آنان، در میان دانشمندانی جای گرفتند که با اکتشاف‌های خود، جهان را دگرگون کردند. این کشور، به شکل تاریخی دارای دانشمندان بزرگی در زمینه‌های اخترشناسی، انسان‌شناسی، پزشکی، ریاضیات، شیمی، تاریخ و جغرافیا بوده است که شامل ابوریحان بیرونی، ابوالوفا محمد بوزجانی، پورسینا، جابر بن حیان، خوارزمی، خیام، زکریای رازی، خواجه نصیرالدین طوسی، غیاث‌الدین جمشید کاشانی، فارابی، کوشیار گیلانی و محمد بن جریر طبری می‌شود. ایران دانش و فناوری باستانی نیز دارد؛ برای نمونه، در دوران ساسانیان، آموزشگاه‌هایی همانند دانشگاه گندی شاپور و افرادی همچون مانی وجود داشتند و کتاب‌های خارجی به زبان پهلوی ترجمه شدند. همچنین ایرانیان باستان، فناوری آبی قنات را اختراع کردند که به کشورهای دیگر نیز راه یافت. پیل بغداد نیز به عنوان نخستین باتری احتمالی ساخت انسان، در دوران اشکانیان یا ساسانیان در نظر گرفته شده است و نظریات گوناگونی را دربارهٔ چرایی دست‌یابی ایرانیان باستان به اصول تولید برق، پدیدآورد.
در دوران نوین، دانشمندان ایرانی سهم چشمگیری در گسترش دانش داشته‌اند؛ به عنوان نمونه، علی جوان نخستین لیزر گازی را پدیدآورد و لطفی زاده تئوری مجموعه‌های فازی را به جهان معرفی کرد. مریم میرزاخانی، ریاضی‌دان اهل تهران که نخستین زن و نخستین ایرانی برندهٔ مدال فیلدز است، توسط نهاد زنان سازمان ملل متحد در فهرست «۷ زنی که جهان را تغییر دادند» قرار گرفته است. توفیق موسیوند نخستین پمپ قلب مصنوعی را اختراع و توسعه داد و غلامعلی پیمانی مخترع عمل لیزریک. در پیشبرد تحقیقات و درمان دیابت نیز ساموئل رهبر توانست هموگلوبین گلیکوزیله را کشف کند. فیزیک ایران نیز به ویژه در نظریه ریسمان، قوی است و مقاله‌های بسیاری در این کشور منتشر می‌شوند.
دانشگاه تهران توانسته است که ربات‌های انسان‌نمای سری سورنا را توسعه دهد و تاکنون چند نسل از آن را رونمایی کرده است. مرکز تحقیقات بیوشیمی و بیوفیزیک دانشگاه تهران نیز دارای کرسی یونسکو در رشتهٔ بیوشیمی است. پژوهشگاه رویان یکی از معتبرترین مراکز خدمات تخصصی و فوق تخصصی در خاورمیانه است و در سال ۱۳۸۵ توانست تولد نخستین گوسفند شبیه‌سازی شده در ایران را رقم بزند.

## تاریخچه
ایران دانش و فناوری باستانی و یک روند تمدنی در علم و فناوری در طول تاریخ نیز دارد.

### پیشاهخامنشی
دست ساخته ها و مصنوعات انسانهای پیش از انسان خردمند (مانند انسان نئاندرتال و دیگر موارد) در نواحی کوهپایه ای و کوهستانی زاگرس و البرز مرکزی کشف شده است.
	به دلیل استقرار ایران در ناحیه هلال حاصل خیر و محل تقاطع 3 قاره آسیا، آفریقا و اروپا، ایران نیز دارای قدیمی ‏ترین بقایای تمدنی باستانی انسان خردمند (خارج از آفریقا) هم‏پا با بقیه ناحیه هلال حاصلخیز (شامل فلسطین، سوریه، عراق و ترکیه) است.
	یافته ها از شهر سوخته سیستان، تپه سیلک کاشان، چغازنبیل در خوزستان، تپه مارلیک در گیلان، تپه حسنلو در آذربایجان، سملقان و ریوی در خراسان، سرپل ذهاب در زاگرس، چشمه علی در ری و تهران، تپه قمرود در قم و دیگر سایتهای باستانی پیشاهخامنشی در سراسر گستره ایران فعلی، بیانگر پویایی تمدنی، فناوری و صنعتی در فلات ایران از دوران پیش از تاریخ تا قبل از دوران هخامنشی است.
	قدیمی‏‏ ترین بقایای استخراج فلزات (خصوصا مس) در فلات ایران کشف شده و مربوط به 6500 تا 8000 سال پیش است.
	سفالگری، ارابه سازی، استخراج فلزات، متالورژی، مصنوعات فلزی، اهلی کردن حیوانات و گیاهان، دامداری و کشاورزی، مداخلات پزشکی (مشابه با جراحی و برخی پروتزها در تمدن شهر سوخته)، کاشیکاری، شیشه سازی، مجسمه سازی، ساخت ابنیه پیچیده، نگارگری، رنگرزی، چرمسازی، پارچه بافی، کشتی سازی، حفر چاه و فناوری منتج به قنات، تشکیل ساختارهای سیاسی، نظامی، اجتماعی و دینی، ساخت زیگوراتها و معابد، ساخت قلعه ها و برخی استحکامات، ساخت شهرهای دارای دیوار محافظ و ساختار چند سطحی، داستان سرایی و اسطوره پردازی، روابط بازرگانی با دیگر تمدنهای دوردست و سوارکاری و تیراندازی و دیگر فنون نظامی، دیپلماسی بین فرهنگی و بین تمدنی (بر اساس مندرجات کشف شده از نامه های عمارنه)، از جمله شناخته شده ترین فعالیتها یا دستاوردهای کهن تمدنی در گستره فلات ایران در زمان پیش از تاریخ تا دوران پیشاهخامنشی است.

### دوران هخامنشی
طبق نقل گزنفون و دیگر مورخان یونانی، پارسیان در زمان هخامنشی دارای نظام آموزشی مدون بودند. منابع کهن یونانی، رومی و همچنین اروپاییِ قرون وسطی، از ایرانیان باستان در زمان هخامنشی و قبلتر (و حتی از شخص زرتشت) به عنوان معلمین ستاره‌شناسی، ریاضیات، فلسفه، طبیعیات و دیگر علوم در زمان خود یاد می‌کنند (شبیه این پیوند بین «دانش» و «پارس» را در داستان مسیحی «سه مغ» و همچنین در حدیث مشهور نبوی که "اگر دانش در ثریا باشد، مردانی از پارس به آن دست می‌یابند" هم می‌توان مشاهده کرد). سهروردی، قدمت حکمت و فلسفه و مکتب انوار و اشراق را تا دوران کیانیان (هخامنشیان) به عقب می‌برد.
گزنفون و همچنین برخی دیگر منابع کهن یونانی و رومی، چندین اختراع را به کوروش کبیر هخامنشی نسبت داده‌اند (مانند اختراع مفهوم فرسنگ، سیستم چاپار و تأسیس دیوان برید، کاروانسرا، ارابه‌های خاص جنگی، چرخ‌های خاص آبکشی، چرخهای خاص استحصال نفت (قیر طبیعی)، صنایع خاص آلیاژی کهن و فلزی و غیره).
	همچنین برخی نقل‌های کهن، اختراع اولیه بنیان علم منطق را به فرزانه ای در شهر اصطخر در زمان بهمن کیانی (احتمالا کوروش هخامنشی) نسبت می‌دهند (جالب است که نقلهای دیگری از اختراع منطق در زمان ذوالقرنین (که احتمال کوروش بودن او مطرح شده است) وجود دارد).
	برخی جملات گزنفون این احتمال را مطرح می‌کند که او به صورت ضمنی، اختراع هنرهای رزمی (با الهام‌گیری از روش‌های مبارزه حیوانات) را و همچنین برگزاری مسابقات بین‌المللی ورزشی (برای اولین بار) در شهر بابل باستان را به دوران هخامنشی نسبت می‌دهد.
گزنفون استفاده از سرود رسمی و نظامی را از جمله تدابیر نظامی کوروش دانسته است.
	ریشه‌های فلسفه یونان باستان را به سه تن (تالس، فیثاغورث و هراکلیتوس) نسبت می‌دهند که هر سه از معاصران زمانی کوروش هخامنشی (و دانیال نبی) و حداقل دو تن از ایشان از شهروندان در گستره حکومت هخامنشی بودند. ریشه‌های فلسفه شرقی (در مکاتب مختلف شرق آسیا) را به سه تن (بودا، کنفسیوس و جاماسب-زرتشت) نسبت می‌دهند که دو تن از ایشان قطعاً معاصر دوران کوروش هخامنشی (و دانیال نبی) بودند و نفر سوم هم طبق برخی نظریات، معاصر دوران کوروش هخامنشی بوده است. در حکمت ایرانی، سهروردی از کیخسرو به عنوان یکی از بنیانگذاران حکمت انوار و اشراق نام می‌برد که طبق نقل ابوریحان بیرونی، می‌توان زمانه او را با کوروش هخامنشی (و دانیال نبی) تطبیق داد.
	قنات، گنبد، ایوان، پردیس باغی، کاروانسرا، سرسراهای ستون دار، بستهای دم چلچله ای برای اتصال قطعات سنگی بزرگ، حجاری‌های ظریف و هنری، کاشی‌های لعابدار، شیشه‌های رنگی، دروازه‌های بزرگ، داکت و مجرا، تأسیسات زیرزمینی، سدسازی، برج و دیوارهای دفاعی، خندق سازی، جرثقیل هایی متشکل از قرقره مرکب و طناب، رنگکاری ابنیه، مصطبه، سرستونهای حجیم و هنری، و بازارسراها، آب انبار و یخچال، از جمله عناصر معماری در عصر هخامنشی (برخی با تداوم از قبل و برخی هم نوآورانه) بوده‌اند.
مگاپروژه‌های باستانی (مانند راه شاهی (به عنوان بخش مهمی از راه ابریشم باستانی)، تکمیل کانال باستانی مشابه کانال سوئز در زمان داریوش یا کانالهای حفر شده در زمان خشایارشا در یونان (کانال خشایارشا) و همچنین بنای ارگ بم، پاسارگاد و تخت جمشید) از جمله شاخصه‌های فعالیتهای مهندسی باستانی در دوران هخامنشی است.
	دریانوردی و اقیانوس نوردی ناوگان هخامنشی در دریای مدیترانه، دریای سرخ، خلیج فارس، اقیانوس هند و احتمالا در بخش‌هایی از اقیانوس اطلس و آرام (هم مستقلا و هم در همکاری با فنیقی‌های همپیمان خود) از دیگر فناوری‌های حمل و نقل باستانی در این دوران است.
	اولین (یا یکی از اولین) سرشماری های باستانی تاریخ حکمرانی نظام مند در جهان در ابتدای دوران هخامنشی (تا زمان داریوش یکم) انجام پذیرفت. این سرشماری که با اهداف برنامه ریزی مالیه، نظامی و مالیات ستانی بود گستره ای شامل بخش هایی از 3 قاره آسیا، آفریقا و اروپا را شامل میشد. مقدار جمعیت، ثروت شهرها و استان ها، تعیین دقیق مقدار مزارع و منافع هر ناحیه و دیگر موارد موثر در تعیین مالیه حکومت و دولت و برنامه ریزی مالی و نظامی را شامل میشد.

### دوران اشکانی
پیل بغداد نیز به عنوان نخستین باتری احتمالی ساخت انسان، در دوران اشکانیان یا ساسانیان در نظر گرفته شده است و نظریات گوناگونی را دربارهٔ چرایی دست‌یابی ایرانیان باستان به اصول تولید برق، پدیدآورد. آزونکس یا آزوناکس پزشک و روان‌شناس دوران اشکانیان بود. دانشمندان دوران اشکانیان در بابل، از تکنیک‌های ریاضیاتی و نجومی، مشابه با برخی تکنیکهای مدرن ستاره‌شناسی استفاده می‌کردند. مشهور است که شیوه جنگی و نظامی پارتیزانی (که نوعی خاص از تاکتیک دفاعی-هجومی است) در زمان اشکانیان و توسط ایرانیان (مشخصا توسط سردار مشهور پارتی: سورنا) مورد استفاده موفق و رواج قرار گرفت.
	فناوریِ استحصال، انتقال و مدیریت آب در ایران از دوران باستان مورد نیاز و توجه ساکنین فلات ایران بوده است، به نحوی که از دوران پیش از هخامنشی (شهر سوخته)، هخامنشی (تخت جمشید و پاسارگاد)، اشکانیان و ساسانیان و دوران اسلامی، آثار و ابنیه مرتبط با فناوری‌های آب و فاضلاب کشف شده است. به عنوان مثال، در محوطه‌های استقرار دارای لایه دوران اشکانی، تنبوشه (لوله‌های سفالی برای انتقال بدون پِرت آب) کشف شده است.
	معماری دوران اشکانی، اگرچه اقتباسهایی از پیشینیان و تمدن‌های معاصر خود دارد، ولی دارای ابداعات، تکامل‌ها و سیاق‌های خاص خود نیز می‌باشد. ابداع (یا تداوم از معماری دوران هخامنشی) در استفاده از فرم‌های دایروی و کروی (در معماری ساختار کلی شهرها، دایروی بودن شهرها، گنبدهای بناهای مهم و غیره) در دوران اشکانی مشاهده می‌شود.
	در برخی منابع ادعا شده که در دوران اشکانیان، "پولاد پارتی" و "چرم پارتی"، از جمله کالاهای مشهور و خاص در جهان باستان بوده اند. به عنوان مثال، پلوتارک (مورخ یونانی رومی) درباره زره‏، سواره نظام زرهی، شمشیرهای فولادی و سلاح های پارتی و اشکانی نکات مهمی را ذکر کرده است.

### دوران ساسانی
در دوران ساسانیان، آموزشگاه‌هایی همانند دانشگاه گندی شاپور و افرادی همچون مانی وجود داشتند و کتاب‌های خارجی به زبان پهلوی ترجمه شدند. همچنین ایرانیان باستان، فناوری آبی قنات را در دوران هخامنشی تا ساسانی اختراع کردند که سپس به کشورهای دیگر نیز راه یافت. پیل بغداد نیز به عنوان نخستین باتری احتمالی ساخت انسان، در دوران اشکانیان یا ساسانیان در نظر گرفته شده است و نظریات گوناگونی را دربارهٔ چرایی دست‌یابی ایرانیان باستان به اصول تولید برق، پدیدآورد. صنعت فلزکاری و سفالگری دوره ساسانیان دارای نبوغ و نوآوری‌های چشمگیری بوده است. به نحوی که ظروف ساسانی در هزاران کیلومتر دورتر از مرزهای ایران کنونی در شمال روسیه، شمال چین و شمال اروپای غربی کشف شده است. فناوری بافندگی خاصی در دوران ساسانی برای تولید پارچه های ابریشمی با بافت ظریف و دارای نقوش مختلف ابداع گردید که محصولات حاصل از این نوع بافندگی، در مسیر جاده ابریشم  و تا نواحی وایکینگها  در اروپای شمال غربی، مورد استفاده اقوام و ملل دیگر قرار گرفت.

### دوران اسلامی
در قرون اول اسلامی شاهد خیزش نسلی از دانشمندان ایرانی در علوم مختلف طبیعی، ریاضی، عقلی و نقلی (همانند برمکیان، اکثریت اخوان الصفاء، خوارزمی، ابن هیثم، رازی، ابوریحان، ابن سینا و دیگران) هستیم. دانش هم در قالب تدریس مدون در محافل عالی و هم در قالب متون حِکمی-ادبی (مانند شاهنامه، مثنوی معنوی، گلستان و بوستان) در جامعه ایرانی، حفظ و پرورش و تبادل می‌شد. تأسیس کتابخانه، بیمارستان، مدارس علمی عالی، رصدخانه، خانه استنساخ کتب و دیگر زیرساختهای علمی-پژوهشی-تحقیقاتی از جمله موارد مورد اهتمام ایرانیان مسلمان برای وقف و امور خیریه بود. مجمع علمی رصدخانه مراغه و دانشگاه ربع رشیدی در دوران حکمرانی مغولان بر ایران (با نقش آفرینی خواجه نصیرالدین طوسی و خواجه رشید الدین همدانی)، از جمله اولین مراکز علمی بین‌المللی در دوران نزدیک به عصر پیشارنسانس بودند که از نظر تاریخی در نسل اول دانشگاه‌های مدرن و از نظر متدیک در نسل چهارم روش پژوهش و تحقیقات، قرار داشتند. تقویت بنیان‌های دانش منطق توسط فارابی و ابن سینا، تأسیس جبر توسط خوارزمی، تقویت بنیان‌های دانش مثلثات توسط افرادی مانند غیاث الدین جمشید کاشانی، محاسبات دقیق پارامترهای طبیعی-ریاضیاتی مانند شعاع زمین توسط ابوریحان و محاسبه دقیق عدد پی توسط کاشانی و ترسیم نقشه جهان توسط اصطخری، قضایای دینامیک سماوی خواجه نصیرالدین طوسی که منجر به تسهیل کارهای بعدی توسط امثال کپرنیک شد، بنیان‌های فیزیک نور توسط ابن هیثم، روش پزشکی سینوی و دیگر موارد، از میراثها و دستاوردهای علمی مجامع علمی-دانشگاهی ایران در دوران قبل از رنسانس است.

### فناوری
ایرانیان باستان، فناوری آبی قنات را اختراع کردند که به کشورهای دیگر نیز راه یافت. بزرگ‌ترین و قدیمی‌ترین قنات در شهر گناباد است که پس از ۲۷۰۰ سال هنوز آب کشاورزی و آشامیدنی ۴۰ هزار نفر را فراهم می‌کند. فناوری باستانی قنات، نمونه ای از یک فناوری موثر، دیرمانا، به صرفه و سازگار و منطبق با محیط زیست است که هنوز در ایران (و برخی نواحی در دیگر کشورها) مورد استفاده است (به عنوان نمونه، در ایران بخشی از زمین های کشاورزی و باغات، هنوز با تکیه بر قنوات و خدمات مقنی ها به آب دسترسی دارند و حتی در دوران جنگ ایران و عراق، از خدمات این فناوری برای مهندسی رزمی (در عملیات فتح المبین و برخی از دیگر عملیات) استفاده شد).
بادگیر، سازه های معمارانه موسوم به یخچال و ظروف سنگی یا سفالی-لعابی آگاه از تبدیلات حرارتیرا می توان از دیگر فناوری های باستانی، موثر، سازگار با محیط و دیرمانای ایرانی به شمار آورد.
	عایق‏بندی کاهگلی، ملات شفته آهکی، لعاب رنگی (خصوصا به رنگ فیروزه ای)، فن گره، انواع سازوکارهای چوبی ایستا و پویای محدود را می توان از دیگر تکنیکهای باستانی ایرانی به شمار آورد.
پیل بغداد نیز به عنوان نخستین باتری احتمالی ساخت انسان، در دوران اشکانیان یا ساسانیان در نظر گرفته شده است و نظریات گوناگونی را دربارهٔ چرایی دست‌یابی ایرانیان باستان به اصول تولید برق، پدیدآورد.
	چرخ بادی در سال ۱۷۰۰ پیش از میلاد توسط بابلی‌ها اختراع شد و در قرن هفتم مهندسان ایرانی بر اساس آن، ماشین بادی پیشرفته‌تری ساختند به‌نام آسیاب بادی.
مفهوم پیچیده اقتصادی-اجتماعی "بازار" و بازارها (در حالت کمال یافته خودش و به عنوان یک سازوکار خودتنظیم جریان کالا و خدمت، ابزار حکمرانی، بستر اقتصادی و مولفه مهم اجتماعی) توسط تعدادی از پژوهشگران به عنوان یک اختراع باستانی ایرانی و هخامنشی (در زمره فناوری های باستانی حکمرانی و اجتماعی) به شمار آمده است که مسیر تکاملی خود را تا دورانهای بعدی (ساسانی و نهایتاً صفویه و قاجار) ادامه داده و اکنون نیز یک عنصر زنده و پویا در ساختار اقتصادی-اجتماعی-سیاسی ایران است.

#### ورود نانو به ایران
اولین حرکات علمی برای راه اندازی فناوری نانو در ایران، از سال ۱۳۸۰ با ارتباط محمدتقی ابتکار و غلامعلی منصوری شکل گرفت. در همین سال کمیته مطالعات فناوری نانو به دستور رئیس‌جمهور شکل گرفت. اولین قدم، جلب نظر مخاطبان بود. در سال ۱۳۸۲ این کمیته به ستاد ویژه توسعه فناوری نانو تبدیل شد. پس از آن یک سند راهبردی در نانو تدوین شد. همایش‌های مختلفی هم در موضوع ملی و بین‌المللی شکل گرفت.
از ابتدای سال ۸۴، ستاد ویژه توسعه فناوری نانو با اجرای برنامه حمایت‌های تشویقی، محققان دانشگاه‌های کشور را به سمت تحقیق و پژوهش در زمینه فناوری نانو سوق داد و انتشار مقالات ایران، روندی صعودی به خود گرفت، به طوری که در سال ۸۷ ایران با انتشار ۸۱۳ مقاله و توانست رتبه ۱۹ دنیا را کسب کند. فناوری نانو (Nanotechnology) بر اساس استاندارد ملی INSO-ISO 80004-1 که برگرفته از استاندارد بین‌المللی ایزو ISO/TS 80004-1:2015 است، به استفاده از دانسته‌های علمی در دستکاری و کنترل ماده، غالباً در نانومقیاس (محدوده ۱–۱۰۰نانومتر) برای بهره‌برداری از پدیده‌ها و خواص وابسته به ساختار و اندازه است. این خواص متمایز با خواص اتم‌ها و مولکول‌های منفرد و غیرقابل برونیابی (استنتاج) از شکل توده همان ماده هستند. سازمان ملی استاندارد ایران (ISIRI) تعداد ۶۶ استاندارد مرتبط با فناوری نانو تا پایان سال ۲۰۱۷ منتشر کرده است. پژوهشگران دانشگاه صنعتی نوشیروانی بابل در اردیبهشت ۱۳۹۲ موفق به ارائه و معرفی راه‌های ارتباط بین فناوری نانو و علوم اعصاب به یکدیگر و نیز روشی برای ردیابی پیام رسان‌ها در مغز شدند.

### ریاضیات

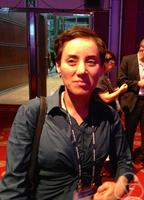
مریم میرزاخانی، نخستین زن و نخستین ایرانی برندهٔ مدال فیلدز

در قرن دوازدهم محمدبن موسی خوارزمی جدول لگاریتمی را به وجود آورد، جبر را توسعه داد و آن را در نظام حساب ایرانی و هندی به کار گرفت. آثار او توسط یک مترجم ایتالیایی به نام Gerard of Cremona تحت عنوان De jebra et almucabola ترجمه شد. آثار خوارزمی تأثیر ژرفی بر ریاضیات غرب در قرون وسطی گذاشت.
مریم میرزاخانی، ریاضی‌دان اهل تهران که نخستین زن و نخستین ایرانی برندهٔ مدال فیلدز است، توسط نهاد زنان سازمان ملل متحد در فهرست «۷ زنی که دنیا را تغییر دادند» قرار گرفته است.

### پزشکی

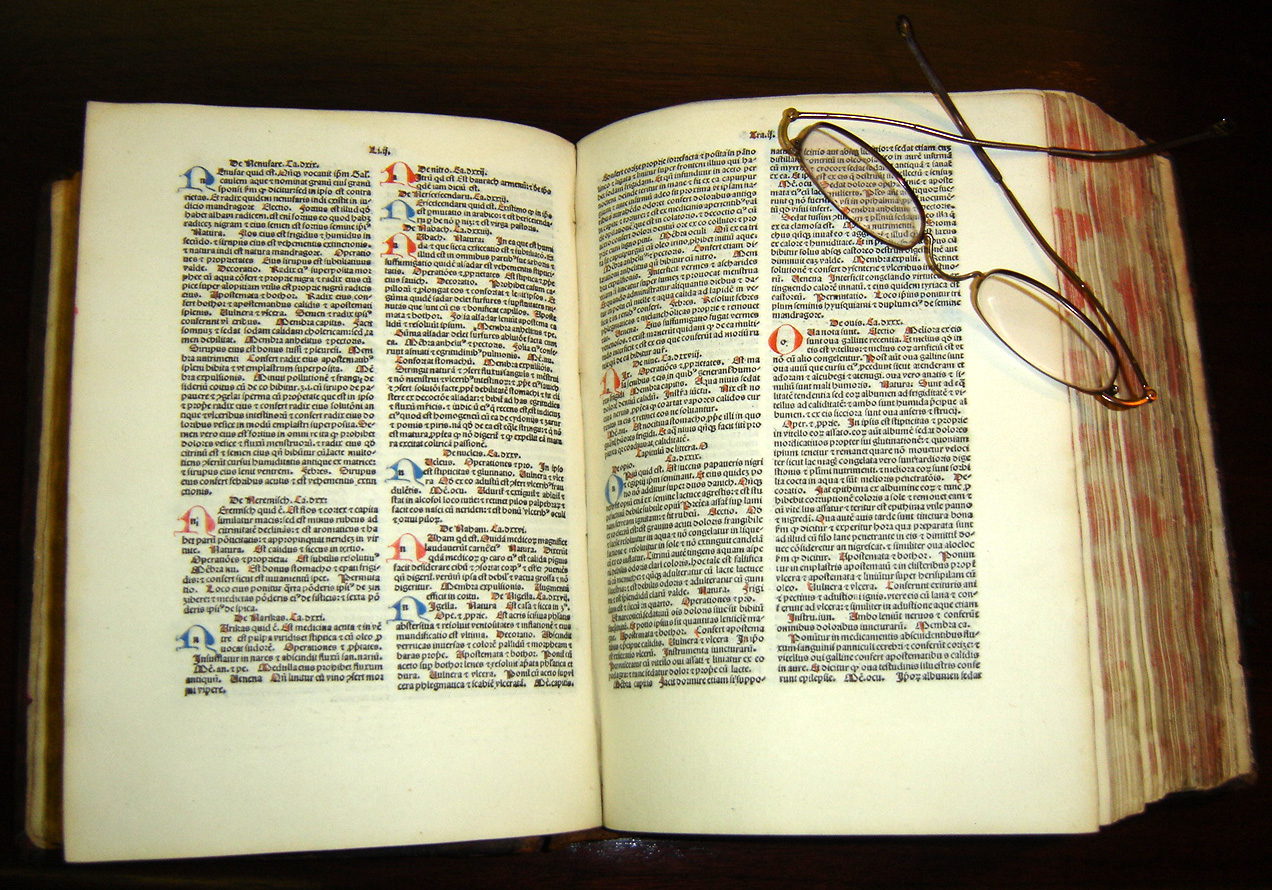
ترجمه کتاب قانون در طب از ابن سینا که پانصد سال دیرینگی دارد.

نخستین بیمارستانی که در آن دانش‌پژوهان علوم پزشکی تحت نظارت پزشک، به‌طور روش‌مندی بر روی بیماران کار می‌کردند در دانشگاه جندی شاپور بود. برخی متخصصان پا را از این هم فراتر نهاده و معتقدند کل اعتبار نظم بیمارستانی را باید در ایران قدیم مشاهده کرد.
تراکاشت اعضای بدن حیوان در بدن انسان (به انگلیسی: xenotransplantation) ریشه در ایران دوران هخامنشی دارد.
Adolf Fonahn در کتاب خود Zur Quellenkunde der Persischen Medizin که در سال ۱۹۱۰ در لایپزیگ چاپ شده است نام کتاب‌های پزشکی که فقط به زبان فارسی نوشته شده است را بیش از ۴۰۰ عنوان می‌داند و نام آن‌ها را ذکر می‌کند. این کتاب‌ها شامل کتاب‌های عربی که توسط ابن سینا نوشته شده است نمی‌شود.

### نجوم

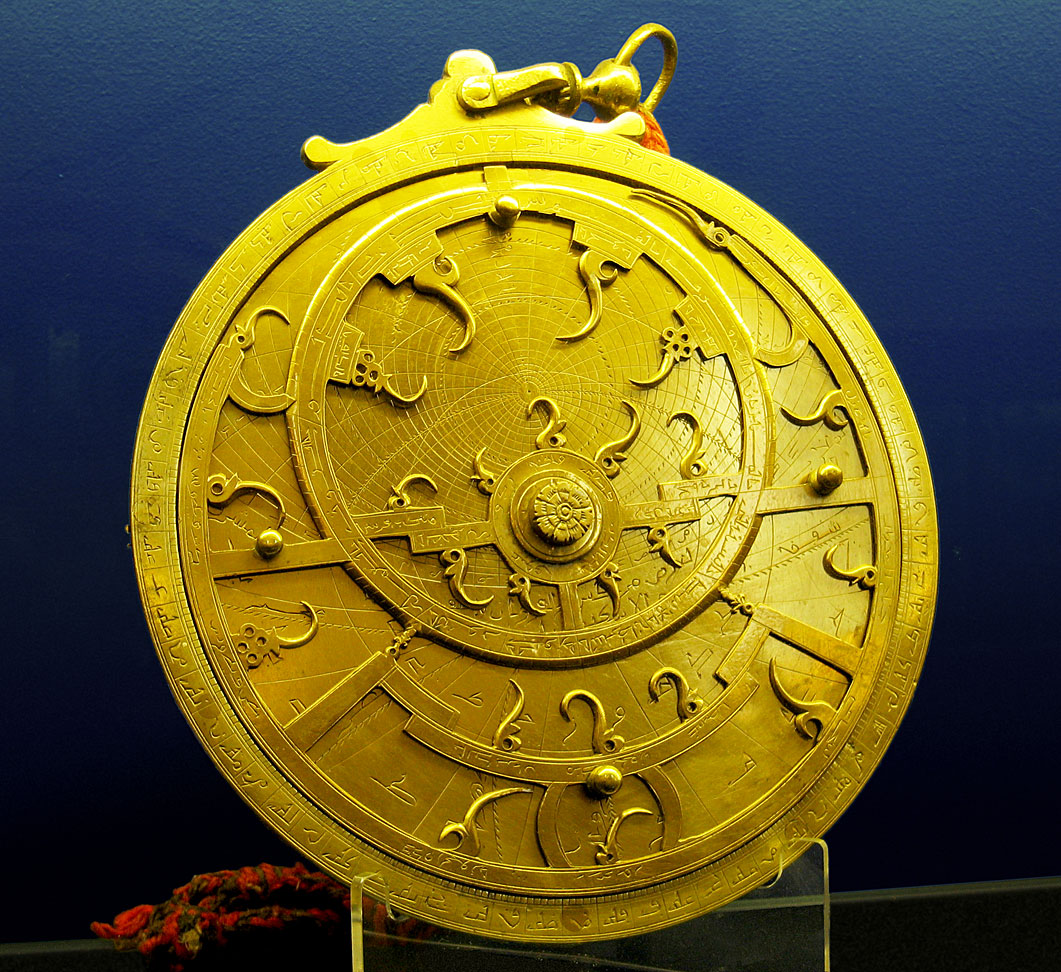
یک اسطرلاب ایرانی قرن هجدهم

در سال ۱۰۰۰ پس از میلاد ابوریحان بیرونی رساله‌ای نوشت که در آن به امکان گردش زمین به دور خورشید اشاره کرد.
در سده دهم، ستاره‌شناس ایرانی عبدالرحمان صوفی اولین کسی بود که کهکشانی غیر از کهکشان راه شیری کشف کرد. وی برای اولین بار کهکشان اندرومدا (امرأة مسلسلة) را رصد کرد.

### شیمی
خواجه نصیر طوسی عقیده داشت ماده می‌تواند تغییر کند اما نمی‌تواند ناپدید شود. او نوشت: «ماده نمی‌تواند ناپدید شود اما می‌تواند شکل، حالت، ترکیبات، رنگ و مشخصات دیگر خود را عوض کند و به یک ترکیب یا عنصر دیگر تبدیل شود». پانصد سال بعد، میخاییل لومونسف (۱۷۱۱–۱۷۶۵) و لاوازیه (۱۷۴۳–۱۷۹۴) قانون پایستگی جرم را ایجاد کردند و همان ایده را پیاده‌سازی کردند.
جابر ابن حیان شیمیدان مشهور ایرانی رساله‌های مختلفی دارد که در آن‌ها دوهزار موضوع را پوشش می‌دهد که این کتاب، «کتاب مقدس» شیمیدان‌های اروپایی قرن هجدهم (bible of European chemists) مخصوصاً لاوازیه نام گرفته بود. این آثار کاربردهای زیادی داشت از جمله تقطیر گل‌ها و گیاهان، طب درمانی، باروت و نوعی وسیله نظامی قدرتمند که قبل از این که بدست غربیان بیفتد در تملک مسلمانان بود. هم‌اکنون از او به عنوان بنیانگذار شیمی و همچنین مخترع بسیاری از فرایندها و تجهیزات شیمی که برخی از آن‌ها تا امروز هم توسط شیمیدان‌ها استفاده می‌شود (مانند تقطیر) نام برده‌اند.

### فیزیک
ابن هیثم (ق۳۵۴–۴۳۰) به خاطر کتاب‌ها و آزمایش‌هایش دربارهٔ لنز و آینه و شکست نور و بازتاب نور، به پدر اپتیک ملقب شده است. وی مکان هندسی نقاطی روی دایره کروی را که نور از آنجا به ناظر بازتاب می‌شود بدست آورد. او از مطالعه روی شکست نور، توانست بفهمد که اتمسفر ضخامت خاصی دارد و شفق پدیده‌ای است که به وسیله شکست نور خورشید وقتی که زیر افق است ایجاد می‌گردد.
ابوریحان بیرونی (ش۳۵۲–۴۲۷) نخستین دانشمندی بود که رسماً اعلام کرد نور سرعت محدودی دارد پیش از اینکه گالیله آن را به صورت عملی اثبات کند.
کمال الدین فارسی (م۱۲۶۷–۱۳۱۸) نخستین اثبات ریاضی را برای پدیده رنگین کمان انجام داد و طبیعت نور را که نظریه ابن هیثم را شکل می‌داد تفسیر کرد. او همچنین معتقد بود که رنگین کمان حاصل دو بار شکست نور خورشید در درون قطره‌های باران است. او این کار به کمک آزمایشی که در آن از کره‌ای شفاف که از آب پر شده بود و یک دوربین تاریکخانه‌ای انجام داد.

## دانش در ایران کنونی
با در نظر گرفتن فرار مغزها در ایران و رابطه سیاسی ضعیف او با آمریکا و دیگر کشورها، جامعه دانشگاهی ایران همچنان بارور مانده است اگرچه تحریم‌های بین‌المللی دانشگاه‌ها را برای خریدن تجهیزات یا فرستادن افراد به ایالات متحده برای دیدارهای علمی دچار مشکل کرده است. بارور ماندن دانش در ایران علی‌رغم تحریم‌ها و فرار مغرها به دلیل پتانسیل عمیق ایرانی‌ها در زمینه‌های علمی در جهان است که می‌توان آن را با آلمان یا ژاپن قیاس کرد. فرار مغرها ضربات جدیدی بر جامعه ایران وارد کرده زیرا اصولاً بهترین‌ها از کشور خارج می‌شوند. به عنوان مثال ایرانیان مقیم آمریکا، تحصیلکرده‌ترین گروه نژادی در کشور آمریکا محسوب می‌شوند. بنابر اداره آمار آمریکا در سرشماری سال ۲۰۰۰، نزدیک به ۲۷٪ ایرانیان آمریکایی دارای مدرک کارشناسی ارشد به بالا بودند، که این میزان در میان گروه‌های مهاجر آمریکایی دارای رتبه نخست است؛ و بیش از ۵۶٪ ایرانیان مقیم آمریکا دارای مدرک کارشناسی می‌باشند، که در میان ۶۷ گروه مهاجر آمریکا دارای رتبه دوم است.
همه این‌ها نشان می‌دهد که جایگاه ایران کنونی با پتانسیل واقعی خود تفاوت عظیمی دارد. به گفته میلانی، دانشکدهٔ علوم سیاسی دانشگاه استنفورد فرار مغزها در چند سال گذشته ۳۰۰ برابر جنگ ایران و عراق به اقتصاد ایران صدمه زده است. حتی می‌توان این ادعا را کرد که اگر فرار مغرها این قدر بالا نبود جایگاه ایران در میان کشورهای پیشرفته قرار داشت. فرارمغزها آن‌قدر بالاست که صندوق بین‌المللی پول در گزارش سال ۲۰۰۹ خود اعلام کرده است ایران به لحاظ مهاجرت نخبگان، در میان ۹۱ کشور در حال توسعه یا توسعه نیافته جهان، مقام نخست را داراست. اما از طرفی نیز بنابر گزارشی دیگر، شمار دانشجویان ایرانی در مقاطع پیشرفته دانشگاهی در سال‌های گذشته سیر نزولی داشته است.
پس از انقلاب ۱۳۵۷ در ایران تلاش‌هایی توسط برخی از عالمان دینی اسلامی صورت گرفته است که علوم مدرن را اسلامی‌سازی کنند.

### نانوفناوری در ایران
با ورود این علم به ایران، استقبال خوبی از طرف جامعه دانشگاهی صورت گرفت. همین مسئله باعث شد تا رقابت‌های المپیادی دانش آموزان و دانشگاهی شکل بگیرد. تعداد اساتیدی که در ایام ورود این علم به ایران به صورت مستقیم با این رشته در ارتباط بودند، ۲۵۰ نفر بودند که در چند سال گذشته به ۲۵۰۰ نفر ارتقاء یافته است. ایران توانسته است تا به لحاظ پیشرفت در این علم، درچند سال گذشته به رتبه زیر ۵۰ در سطح جهانی برسد و در سال گذشته رتبه چهارم در جهان و رتبه اول در خاورمیانه، رتبه ایران بوده است. هم‌اکنون ۵ سال است که ایران در رتبه چهارم در سطح جهانی قرار دارد. در ایران ۲۴۰ شرکت فعال در زمینه نانو فعالیت می‌کنند و ۶۵۰ قلم کالا در زمینه نانو طراحی و ساخته شده است. در سال ۲۰۱۷ محصولات نانو ایران به بیش از ۴۷ کشور مختلف صادر می‌شدند. چندی از نهادهای علمی بین‌المللی، فعالیت‌های حوزه نانو در ایران را به رسمیت شناخته‌اند. مؤسسه فیزیک آمریکا مقاله ای علمی در مورد استفاده از مواد نانو در درمان سرطان توسط دانشمندان ایرانی را منتشر کرده است. همینظور نهادهای مشارکت کننده در حوزه نانو در ایران با برخی از کشورها همکاری می‌کنند.
درسال ۲۰۱۵ تعداد ۶۶۹۰ مقاله در موضوع فناوری نانو توسط محققین ایرانی نوشته شده است که ۷۲ درصد از کل مقالات نوشته شده در موضوع نانو در جهان بوده است. ایران در سال ۲۰۱۴ رتبه هفتم دنیا را داشته است. این رتبه در سال ۲۰۰۱، پنجاه و هفتم جهان بوده است. بنابر گزارش استت نانو در سال ۲۰۲۱، ۵٫۵ درصد از مقالات علمی در موضوع نانو را ایرانی‌ها منتشر می‌کنند. به‌طور متوسط ۲۰ درصد از کل مقالات ارائه شده توسط محققان ایرانی در سال ۲۰۲۰ مربوط به موضوع نانو بوده است. تعداد مقالات فناوری نانو که در نشریات ISI به چاپ رسیده یکی از شاخص‌های علمی برای بررسی جایگاهی علمی کشورها در این حوزه است. ایران در سال‌های اخیر رشد قابل توجهی در این شاخص داشته است به طوری‌که از رتبه ۵۶ در سال ۲۰۰۰ به رتبه ۴ در سال ۲۰۱۷ رسیده است. بر اساس اطلاعات پایگاه استت‌نانو در سال ۲۰۱۷ ایران ۸۷۹۱ مقاله نانو به چاپ رسانده که معادل ۵٫۷ درصد از کل مقالات نانوی سال ۲۰۱۷ می‌شود. ایران در این شاخص رتبه اول در حوزه خلیج فارس و همچنین کشورهای اسلامی را دارد. از منظر کیفیت مقالات نانو، مقدار شاخص h-index پنج ساله برای مقالات نانوی ایران (منتشر شده در سال‌های ۲۰۱۳–۲۰۱۷) ۹۳ و رتبه ایران در این شاخص هجدهم است و همچنین ایران از نظر متوسط ارجاع به مقالات نانو در پنج سال منتی به ۲۰۱۷ در رده چهل و چهارم دنیا قرار دارد. ایران در مجموع بیش از ۲۲۰ پتنت مرتبط با فناوری نانو تا سال ۲۰۱۸ در دفاتر ثبت پتنت اروپا و آمریکا ثبت کرده است که این مقدار حدود یک سوم از کل پتنت‌های ایران در حوزه‌های مختلف می‌شود. در سال ۲۰۱۷ رتبه ایران در تعداد پتنت‌های منتشر شده در دفتر ثبت آمریکا (USPTO) بیست و دوم بود. ایران در زمینه تعداد پتنت‌های منتشر شده در رابطه با فناوری نانو، مقام ۲۹ را در سال ۲۰۱۲ در دنیا کسب کرد. شبکه تبادل فناوری نانو برای رفع تقاضاهای شرکت‌های صنعتی موجود بر پایه فناوری‌های توسعه‌یافته داخلی ایجاد شده است. در این شبکه، ۳۸ کارگزار تبادل فناوری نانو مشغول فعالیت هستند و تا مهرماه ۱۴۰۱، نزدیک به چهارهزار تقاضای صنعتی احصا شده و بیش از ۳۰۰ پروژه موفق تبادل فناوری نانو بین فناوران و شرکت‌های صنعتی در کشور به اتمام رسیده است.
با ورود نانوفناوری در ایران، ۲ سند ده ساله تدوین شده است. در سند اول راهبرد اصلی بر مبنای تربیت نیروی انسانی ماهر و توسعه زیرساخت‌های این فناوری قرار داشت. در سند دوم، هدف سال ۱۴۰۴ است و مهم‌ترین نکته حفظ حرکت پرشتاب علمی کشور در این حوزه است. ارتقاء هرچه بیشتر جهانی جایگاه علمی کشور در این حوزه، توسعه بازار صادارات برای محصولات نانو و تأثیرگذاری این فناوری در تولید ثروت درکشور از اهم برنامه‌های پیش روی تکنولوژی نانو در ایران می‌باشد. سند سومی نیز در تاریخ ۲۴ آبان ۱۴۰۱ از سوی شورای عالی انقلاب فرهنگی تصویب شد که افق این فناوری را تا سال ۱۴۱۲ ترسیم کرده است. فناوری نانو در ایران از سال ۱۳۸۰ شکل گرفته است. ایران رتبه چهارم جهان و رتبه اول خاورمیانه را در نانوفناوری دارد. به نقل از بی‌بی‌سی، در زمینه فناوری نانو که ایران یکی از پیشتازان آن در دنیاست، ستاد ویژه توسعه فناوری نانو در سال ۱۳۸۲ به دستور محمد خاتمی تشکیل شد. برای اینکه این شاخه نوین دانش فرصت رشد داسته باشد، محمد رضا عارف، معاون محمد خاتمی به‌طور مستقیم بر این موضوع نظارت کرد تا روند کار را تسهیل کند.

## بودجه
در لایحه کل بودجه ۱۴۰۲ برای معاونت علمی و فناوری ریاست‌جمهوری و زیر مجموعه‌های آن ۳ هزار میلیارد و ۶۹۵ میلیارد و ۶۵۲ میلیون و ۱۰۰ هزار تومان پیش‌بینی شده است که این رقم نسبت به سال ۱۴۰۱ رشد ۳۵ درصدی نشان می‌دهد و این در حالی است که اعتبارات ستادهای توسعه فناوری به غیر از ستاد نانو و میکرو این نهاد رشدهای از صفر تا ۲۰ درصدی را خواهند داشت.

## چالش‌های سیاست‌گذاری پژوهشی
بر پایه گزارشی در سال ۱۳۹۵، نبود پیوند لازم میان دانشگاه‌ها و صنعت در ایران، یکی از چالش‌های دانش و فناوری در این کشور است.

### واسپاری وتأمین مالی پژوهش‌ها
بنابر مطالعات سازمان توسعه و همکاری اقتصادی، در جهان بیش از ۶۰٪ پروژه‌های تحقیق و توسعه در حوزه‌های علمی و فنی توسط صنایع (از طریق واحدهای تحقیق و توسعهٔ شرکت‌هایشان)، ۲۰٪ توسط دانشگاه‌ها و ۱۰٪ توسط دولت‌ها انجام می‌شود. بنابراین کارفرمای بخش عمده پروژه‌های پژوهشی دانشگاه‌ها در کشورهای توسعه‌یافته، به‌ویژه دانشگاه‌های دولتی که حقوق‌بگیران دولت‌ها هستند، خود دولت‌ها می‌باشند؛ که در علوم کاربردی سپس امتیاز این نوآوری‌ها و محصولات پیشرفته حاصله را به بخش خصوصی واگذار می‌کنند؛ به‌طور مثال در ایالات متحده، دولت در سال ۲۰۱۷ بیش از ۵۵ میلیارد دلار آمریکا تنها در زمینه تحقیق و توسعه (علوم کاربردی) هزینه کرده است که عمدتاً به‌شکل‌دادن گرنت به استادان برای انجام پروژه‌های مدنظر دولت بوده است. یا همچنین در سال ۲۰۱۳ کارفرمای ۶۳ درصد پژوهش‌های مؤسسهٔ تحقیقاتی دانشگاه استنفورد، وزارت دفاع ایالات متحده بوده است و کارفرماهای پسین به‌ترتیب وزارت بهداشت آمریکا با ۱۱ درصد و وزارت آموزش آمریکا با ۴ درصد بوده‌اند.
اما در ایران وزارت علوم، به‌جای واسپاری بررسی‌های علمی و پروژه‌های تحقیقاتی و فنی بلندمدت و میان‌مدت به استادان؛ مقالات را که محصول جانبی پژوهش هستند، معیار ارزیابی علمی استادان قرار می‌دهد. نتیجه این امر آن است که استادان همواره بدون داشتن کارفرما برای پژوهش‌های خود، به‌صورت پراکنده و بدون تمرکز موضوعی بر اهداف حقیقی، اقدام به پژوهش‌های زودبازده جهت انتشار هرچه بیشتر مقالات علمی برای ارتقای درآمد و رتبهٔ علمی خود کرده‌اند که این امر موجب رتبه‌تراشی کاذب برای جایگاه علمی ایران در جهان تنها برپایهٔ تعداد مقالات علمی شده؛ بنابراین دانشگاه که همواره خود پیشران علمی و اقتصادی کشورها بوده، در ایران به سرباری برای اقتصاد و بودجه کشور تبدیل شده است.
از سویی، باوجود آنکه بیشتر شرکت‌های صنعتی و تجاری بزرگ ایران دولتی یا شبه‌دولتی هستند، پژوهشگاه‌های چندانی برای تحقیق و توسعه، توسط این شرکت‌ها یا توسط سازمان‌های دولتی درون دانشگاه‌های دولتی ایران احداث نشده‌اند تا بتوانند با به‌کارگیری استادان و دانشجویان مقاطع کارشناسی‌ارشد، دکترا و پسادکترا در قالب رساله و پایان‌نامه، میزبان پروژه‌های پژوهشی کاربردی شرکت‌ها یا سازمان‌ها باشند.
این مشکل باعث شده که توسعهٔ فرایندها، توسعهٔ محصولات جدید و نوآورانه یا توسعهٔ روش‌ها، سامانه‌ها، سازوکارها، الگوها و برنامه‌ها هرگز موضوع پروژه‌های پژوهشی دانشگاه‌های ایران نباشند و بالطبع پژوهش دانشگاهی در ایران هیچ‌گونه نقش واقعی در پیشبرد علم و توسعۀ فناوری نداشته باشد.

## دستاوردها
برجسته‌ترین نوآوری‌ها و یافته‌های دانشمندان ایرانی خارج از ایران از این قرارند:
- ساخت قلب مصنوعی توسط توفیق موسیوند
- کشف و به‌کارگیری هموگلوبین A1C توسط ساموئل رهبر
- کشف مکانیسم تا خوردگی پروتئین‌ها با دستکاری تک مولکولی توسط علیرضا مشاقی
- ساخت نخستین لیزر گازی توسط علی جوان
- قضیه وفا-ویتن توسط کامران وفا
- نظریه مجموعه‌های فازی توسط لطفی عسکر زاده

### دستاوردهای نانو فناوری
تعداد اختراعات ایران در زمینه نانو در سال ۲۰۱۹، ۱۹ درصد از کل اختراعات ایران را شکل داده است که نشانه اولیت بالا نانو برای این کشور است. ایران در زمینه اختراعات نانو، در جمع بیست کشور اول دنیا قرار ندارد. در تیر ۱۴۰۱، خبرگزاری‌های ایرانی اعلام کردند که ۸۰۰ قلم محصول نانو در ایران تولید می‌شوند. داروی ضد سرطان سنادوکسوزوم یکی از محصولات ساخته شده در ایران بر مبنای علم نانو است. کورکومین هم داروی نانویی ساخت ایران است. این دارو خاصیت ضدالتهابی دارد. داروی پاکلینب که ضد سرطان پستان است، داروی دیگر بر مبنای فناوری نانو است. دستگاه تشخیص سریع کرونا، مواد ضدعفونی‌کننده، ماسک‌های تنفسی و دستگاه تصفیه هوا، از دیگر اقلام پزشکی در حوزه نانو است که در ایران ساخته شده است. سهم تولید محصولات پزشکی در ایران بر پایه نانو، ۱۵ درصد از مجموع سهم تولیدات نانویی است. نانو کلوئید نقره، نانو امولاسیون، پودر سیلیس، آلومینا به عنوان کاتالیست، ایروژل با کاربرد عایق صوت و حرارت و گرانول از محصولات نانویی ساخت ایران است. نانو پوشش و نانو مواد بیشترین حجم صادرات و فروش محصولات نانویی ایران را شکل داده‌اند. تولیدات صنعتی، ۱۳ درصد از سهم محصولات نانویی در ایران را شامل می‌شود. ۱۵ درصد هم مربوط به رنگ، پوشش، مواد و فراورده‌ها است.